# Grand National

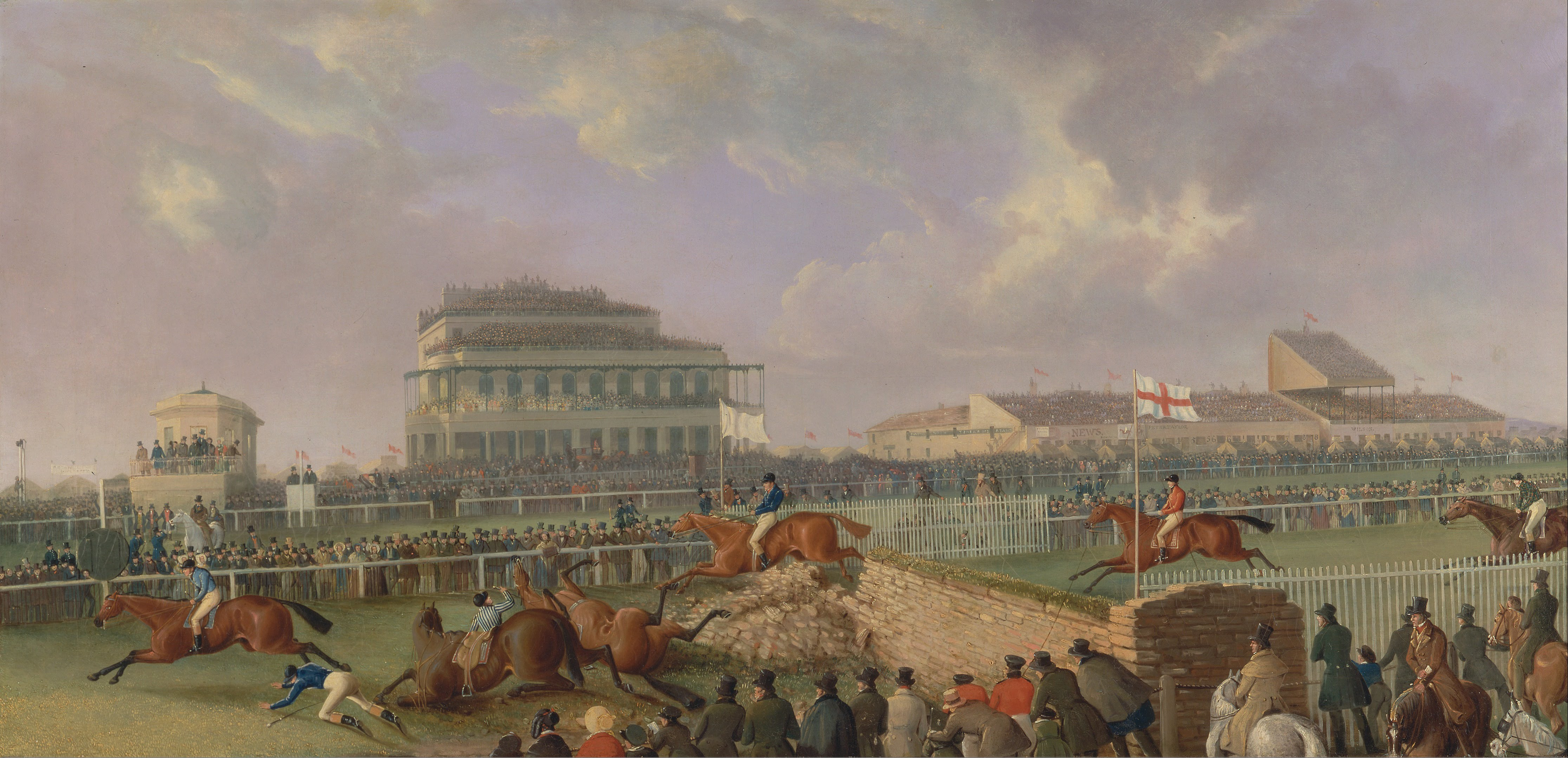
William Tasker: Steeplechase v Aintree (olej, 1843)

Grand National (Velká národní steeplechase) je dostih konaný každoročně v Aintree Racecourse v anglickém Liverpoolu.

## Historie
Začátkem roku 1836 se v liverpoolském hotelu Waterloo, jehož majitelem byl William Lynn, sešlo několik britských vyznavačů překážkových dostihů, kteří se dohodli, že ve městě uspořádají velké překážkové dostihy. Vzápětí si v zátoce farnosti Maghull pronajali pozemky a veřejnosti oznámili, že se tam dne 29. února toho roku poběží The Liverpool Grand National Steeplechase.
V ten den přišlo do Maghull hodně diváků, kteří s překvapením zjistili, že dostihy se uskuteční na neupravené trávě s přírodními překážkami a délka tratě bude 4 anglické míle (6,907 km). Na start nastoupilo deset koní a po dramatickém průběhu se vítězem stal ryšavý valach The Duke v sedle s kapitánem Becherem.
Ještě další dva ročníky se konaly v Maghull, potom se však nově vytvořené sdružení pro pořádání liverpoolských překážkových dostihů přemístilo do Aintree, kde se od roku 1839 konají pravidelně (s výjimkou válečných let 1916–1918, kdy se běžely v Gatwicku; na tehdejším pozemku je nyní letiště Gatwick Airport).

## Trať a rekordy

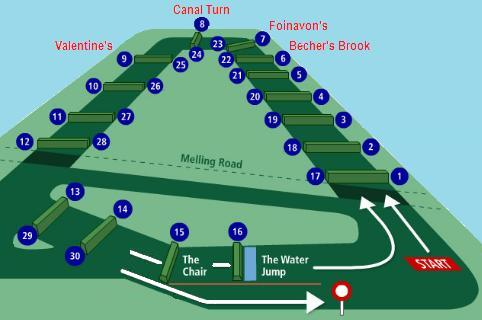
Plánek tratě dostihu

Od založení dostihů se překážky v Aintree několikrát měnily, ale za sto let se nezměnily ani rozměry živých plotů a šířky příkopů. V současnosti mají dostihy délku 7216 m a běží se po travnatém povrchu dráhy, na kterém je 16 překážek, z nichž nejznámější je Becher's Brook. Čas vítězů se po prvé začal měřit v roce 1839 (14:53,00 min), ale měnil se podle změn délky tratě a kurzu dostihů. Prvním vítězem, který dosáhl čas pod deset minut, byl v roku 1850 polokrevný valach Abd-el-Kader, který doběhl do cíle v čase 9:57,5 min. (při délce tratě 6805 m). Po ustálení délky dostihů na současných 7216,20 m traťový rekord v roku 1973 vytvořil fenomenální ryšavý steepler Red Rum s žokejem Brianem Fletcherem s časem 9:01,90 min. Ten až v roku 1990 překonal Mr. Frisk s amatérem Markusem Armytageem, který trať jako první přecválal za 8:47,8 min.
V roce 1883 závod jako první cizinec vyhrál mladý hrabě Karel Kinský na vlastním koni, klisně Zoedone. Ve 20. století tu startovali čeští koně Essex (v roce 1986) a Fráze (1991), oba s žokejem Václavem Chaloupkou, dostih ale nedokončili. Dostihu se v roce 1987 zúčastnil také Valencio, v Česku trénovaný Františkem Holčákem, v seznamech účastníků Velké národní je ale uváděn jako svěřenec britského trenéra Wise.
Od doby, kdy je účast omezena na 40 koní nasazovaných na základě hodnocení britského handicapu, se čeští koně do liverpoolského dostihu prakticky nemohou dostat.
V roce 2021 poprvé zvítězila žena, irská žokejka Rachael Blackmoreová.

## Vítězové (od roku 1981)
- 1981 – Aldaniti (žokej Bob Champion)
- 1982 – Grittar (D. Saunders)
- 1983 – Corbiere (B. de Haan)
- 1984 – Hallo Dandy (N. Doughty)
- 1985 – Last Suspect (H. Davies)
- 1986 – West Tip (R. Dunwoody)
- 1987 – Maori Venture (S. Knight)
- 1988 – Rhytme N Reason (B. Powell)
- 1989 – Little Polvier (J. Frost)
- 1990 – Mr Frisk (M. Armytage)
- 1991 – Saegram (N. Hawke)
- 1992 – Party Politics (C. Llevellyn)
- 1993 – dostihy byly anulovány
- 1994 – Minnehoma (R. Dunwoody)
- 1995 – Rozal Athlete (J. F. Titley)
- 1996 – Rough Quest (M. A. Fitgerald)
- 1997 – Lord Gyllene (A. Dobbin)
- 1998 – Earth Summit (C. Llewellyn)
- 1999 – Bobbyjo (P. Carberry)
- 2000 – Papillom (R. Walsh)
- 2001 – Red Marauder (Richard Guest)
- 2002 – Bindaree (Jim Culloty)
- 2003 – Monty's Pass (Barry Geraghty)
- 2004 – Amberleigh House (Graham Lee)
- 2005 – Hedgehunter (Ruby Walsh)
- 2006 – Numbersixvalverde (Niall Madden)
- 2007 – Silver Birch (Robbie Power)
- 2008 – Comply or Die (Timmy Murphy)
- 2009 – Mon Mome (Liam Treadwell)
- 2010 – Don't Push It (Tony McCoy)
- 2011 – Ballabriggs (Jason Maguire)
- 2012 – Neptune Collonges (Daryl Jacob)
- 2013 – Auroras Encore (Ryan Mania)
- 2014 – Pineau De Re (Leighton Aspell)
- 2015 – Many Clouds (Leighton Aspell)
- 2016 – Rule The World (David Mullins)
- 2017 – One For Arthur (Derek Fox)
- 2018 – Tiger Roll (Davy Russell)
- 2019 – Tiger Roll (Davy Russell)
- 2020 – zrušeno, pandemie COVID-19
- 2021 – Minella Times (Rachael Blackmore)
- 2022 – Noble Yeats (Sam Waley-Cohen)